# Братський Посад
Братський Поса́д —  село в Україні, у Долинській міській громаді Кропивницького району Кіровоградської області. Населення становить 70 осіб.

## Населення
Згідно з переписом УРСР 1989 року чисельність наявного населення села становила 208 осіб, з яких 91 чоловік та 117 жінок.
За переписом населення України 2001 року в селі мешкало 170 осіб.

### Мова
Розподіл населення за рідною мовою за даними перепису 2001 року:
| Мова       | Відсоток |
| ---------- | -------- |
| українська | 98,83 %  |
| російська  | 1,17 %   |

## Люди
В селі народився Коптєв Анатолій Андрійович (1926—1980) — український радянський скульптор.